# 조시 애플바움
조시 애플바움(영어: Josh Appelbaum, 1976년 4월 1일 ~ )는 미국의 영화 각본가이다. 주로 안드레 네멕과 협력하며, 대표 저작으로 영화 《미션 임파서블: 고스트 프로토콜》(2011), 《닌자터틀》(2014), 《닌자터틀: 어둠의 히어로》(2016), 드라마 《행복한 마을》이 있다.

## 작품

### 영화
- 미션 임파서블: 고스트 프로토콜
- 닌자터틀
- 백 투 더 비기닝
- 닌자터틀: 어둠의 히어로
- 원더랜드 (2019년 영화)
- 위다웃 리모스

### 텔레비전
- 동양특급 로형사
- 프로파일러 (드라마)
- 앨리어스 (드라마)
- 옥토버 로드
- 스타 크로스드
- 주 (드라마)
- 카우보이 비밥 (드라마)
- 시타델 (드라마)